# Les Escoliers
 (décembre 2020).
Pour les articles homonymes, voir Escolier.
Les Escoliers est un groupe musical belge fondé par Francis Houtteman à l'époque où débutaient Eddy Mitchell et son groupe Les Chaussettes Noires. Pendant un certain temps, les Escoliers assurèrent l'avant-programme des Chaussettes Noires. Mais Francis Houtteman préféra s'orienter vers le théâtre. Licencié en art dramatique de l'université de Louvain, il fut ensuite comédien et metteur en scène avant de créer, en 1976, une troupe de marionnettes, le Créa-théâtre.